# Vilmos Kőfaragó-Gyelnik
Vilmos Kőfaragó-Gyelnik, född 30 mars 1906 i Budapest, död 15 mars 1945 i Amstetten, var en ungersk botaniker och lichenolog.
Auktorsnamnet Gyeln. kan användas för Vilmos Kőfaragó-Gyelnik i samband med ett vetenskapligt namn inom botaniken; se Wikipediaartiklar som länkar till auktorsnamnet.